# Miklósy Ilona
Miklósy Ilona Margit, Gombos Ferencné, G. Miklóssy Ilona (Pest, Terézváros, 1873. január 22. – Budapest, 1958. február 27.) színésznő, írónő.

## Családja
Édesapja Miklósy Gyula, édesanyja Tettau Amália. Testvérei Miklósy Aladár, Miklósy Gábor és Miklóssy Margit. Férje Gombos Ferenc Albin történész, pedagógus, író, akivel 1900. augusztus 1-jén kötött házasságot.

## Élete
Színészi pályafutását édesapja, Miklósy Gyula társulatában kezdte, 1885-ben. Játszott Brassóban (1891–92), Kömley Gyula együttesében (1892–93), Kassán (1893–94), Nagyszombatban (1894–95), Sátoraljaújhelyen (1895–96), Miskolcon (1896–98), Kolozsvárott (1898-1900), majd 1900 nyarán újfent Miskolcon lépett fel. 1902–től 1904-ig tagja volt Szalkay Lajos, 1904 és 1914 között pedig bátyja, Miklósy Gábor társulatának. Szerkesztette a Kis Pajtás című gyermeklapot is 1914–től 1924-ig, a Schöpflin Aladár-féle Magyar Színművészeti Lexikon munkatársa volt. A közönség főként hősnő és naivaszerepekben láthatta. Számos regényt írt.

## Fontosabb szerepei
- Gauthier Margit (ifj. Dumas: A kaméliás hölgy)
- Stuart Mária (Schiller)
- Cyprienne (Sardou–Najac: Váljunk el!)

## Művei
- Három szőke asszony (1906)
- Viola (1907)
- Utolsó felvonás: Színészek és komédiások (1912)
- Illésházy Kata házassága (1913)
- Johanka, egy színészgyerek élete (1914)
- Színész és leánya (1923, megnyerte a Pesti Hírlap regénypályázatát)
- A nagy tűz (1928)
- A férfi meg az asszony (Megnyerte a Nemzeti Színház színdarab-pályázatát)

## Színdarabjai
- Napóleon csatát nyer (Előadták Forgách Rózsi kamaraszínházában, 1926. november 7.)
- Rabbilincsek között (Előadták a Városi Színházban a Nemzeti Színház művészeinek közreműködésével, minf ifjúsági előadást)